# Art and Feminism

Logo projektu Art+Feminism

Art and Feminism (lub Art+Feminism) – doroczny światowy maraton redagowania Wikipedii mający na celu uzupełnienie i/lub tworzenie haseł poświęconych kobietom związanym ze światem sztuki. Projekt ten, zainicjowany przez Siân Evans, Jacqueline Mabey, Michael Mandiberg, i Laurel Ptak opisywany był jako „międzynarodowa inicjatywa korygująca dysproporcje na łamach Wikipedii, która jest tworzona głównie przez mężczyzn i o mężczyznach”.
Zainicjowana w 2014 roku kampania Art+Feminism przyciągnęła 600 wolontariuszy biorących udział w 30 wydarzeniach. W edycji z 2015 roku udział wzięło 1300 wolontariuszy podczas 70 wydarzeń w 17 krajach na czterech kontynentach.
Jedną z motywacji dla stworzenia projektu Art+Feminism była krytyka medialna systemu katalogowania Wikipedii. Za sprawą projektu uzupełniane są luki w zawartości Wikipedii oraz zwiększa się liczba kobiet-redaktorek. Zaledwie 17 procent znaczących biogramów na Wikipedii poświęconych jest kobietom, i tylko 15 procent jej redaktorek identyfikuje się jako kobiety.

## Kampania Art + Feminism w Polsce

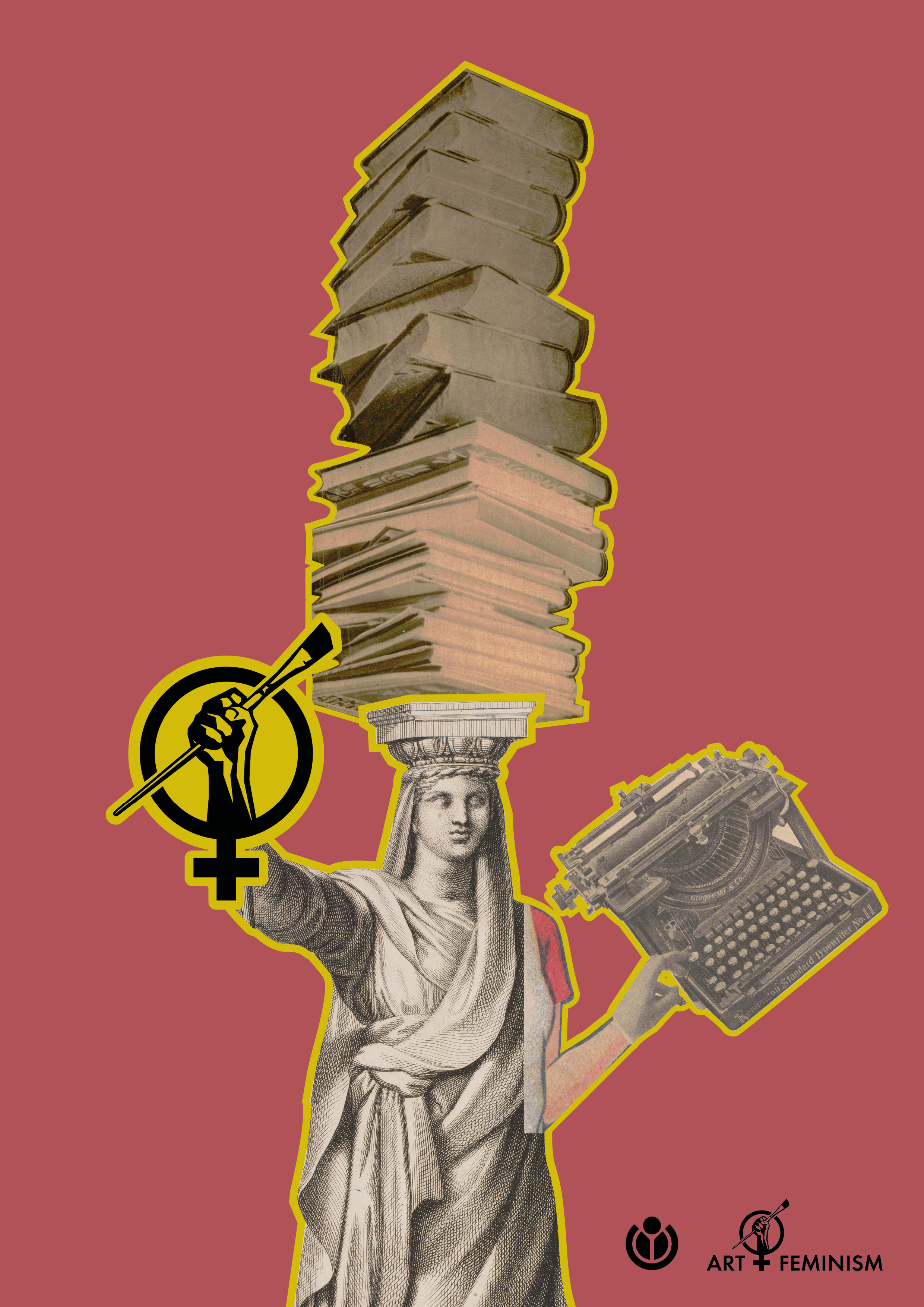
plakat Kolektywu Kariatyda, proj. Karolina Dzimira-Zarzycka, 2019

W marcu 2019 odbył się pierwszy maraton edycyjny Kolektywu Kariatyda w ramach globalnej akcji Art and Feminism, grupa kontynuuje regularne spotkania edycyjne nazywane „edytonami”. W latach 2019–2020 kolektyw dodał lub zmienił przeszło 50 artykułów biograficznych poświęconych kobietom związanym ze sztuką w Polsce: artystkom, artywistkom, krytyczkom czy architektkom, wzbogacając przy tym do Wikimedia Commons o szereg zasobów multimedialnych.